# Mictyris
Famille
Genre
Mictyris est un genre de crabes, le seul de la famille des Mictyridae.
Il comprend quatre espèces.

## Liste des espèces
- Mictyris brevidactylus Stimpson, 1858
- Mictyris livingstonei MacNeill, 1926
- Mictyris longicarpus Latreille, 1806
- Mictyris platycheles Milne Edwards, 1852

## Source
- Ng, Guinot & Davie, 2008 : Systema Brachyurorum: Part I. An annotated checklist of extant brachyuran crabs of the world. Raffles Bulletin of Zoology Supplement, n. 17 p. 1–286.